# うお座カッパ星
うお座κ星（うおざカッパせい、κ Piscium、κ Psc）は、うお座の恒星である。見かけの等級は4.94と条件次第では肉眼でもみえる明るさである。年周視差に基づいて太陽からの距離を計算すると、およそ161光年である。クロムやストロンチウムが過剰に存在するA型特異星で、珍しいr過程元素も検出されている。自転に伴って変光し、りょうけん座α2型変光星にも位置づけられる。

## 外観・名称
うお座κ星は、うお座の中で西の魚を表す輝星がかたちづくる「サークレット」と呼ばれるアステリズムの一端を担い、その輪の最も南に位置している。南東に約10分離れたところにみえる7等星のうお座9番星と、双眼鏡で簡単にみることができる美しい二重星としてみえているが、この2星に物理的な関係はない。
中国ではうお座κ星は、雨を司り万物を存在せしめると伝えられる雲雨（拼音: Yún Yǔ）という星官を、うお座12番星、うお座21番星、うお座λ星と共に形成する。うお座κ星自身は、雲雨一（拼音: Yún Yǔ yī）すなわち雲雨の1番星といわれる。

## 特徴
| 太陽 | うお座κ星 |
| ---- | --------- |
| 太陽 | Exoplanet |

うお座9番星とは別に、うお座κ星には重星カタログに収録された2つの「伴星」が存在する。重星カタログでは、発見者がジェームズ・サウスとなっているが、ウィリアム・ハーシェルやヴィルヘルム・シュトルーヴェも観測している。うお座κ星（A）から北北東におよそ3分離れたところにいる10等星Bと、そこから南東に80秒程のところにいる13等星Cがそれだが、いずれも偶然同じ方向にみえている見かけだけの関係である。

### 組成
うお座κ星は、A型の化学特異星（Ap星）で、スペクトル型はA1 CrSrEuと分類されている。この表記は、A型特異星の中でも、クロム、ストロンチウム、ユウロピウムが特に豊富に存在する一群に属することを示す。他に、ケイ素も多く存在しているとされる。また、ウランの吸収線が多数みられ、他にもオスミウムや白金の吸収線も検出されていることから、r過程元素を豊富に含むことが確実で、非常に珍しいホルミウムの可能性が高い吸収線もみつかっており、これらの元素の存在が、うお座κ星の特異星としての大きな特徴である。このような元素の存在は、かつてうお座κ星の近傍で超新星が発生し、その影響を受けていることを示唆する。

### 変光

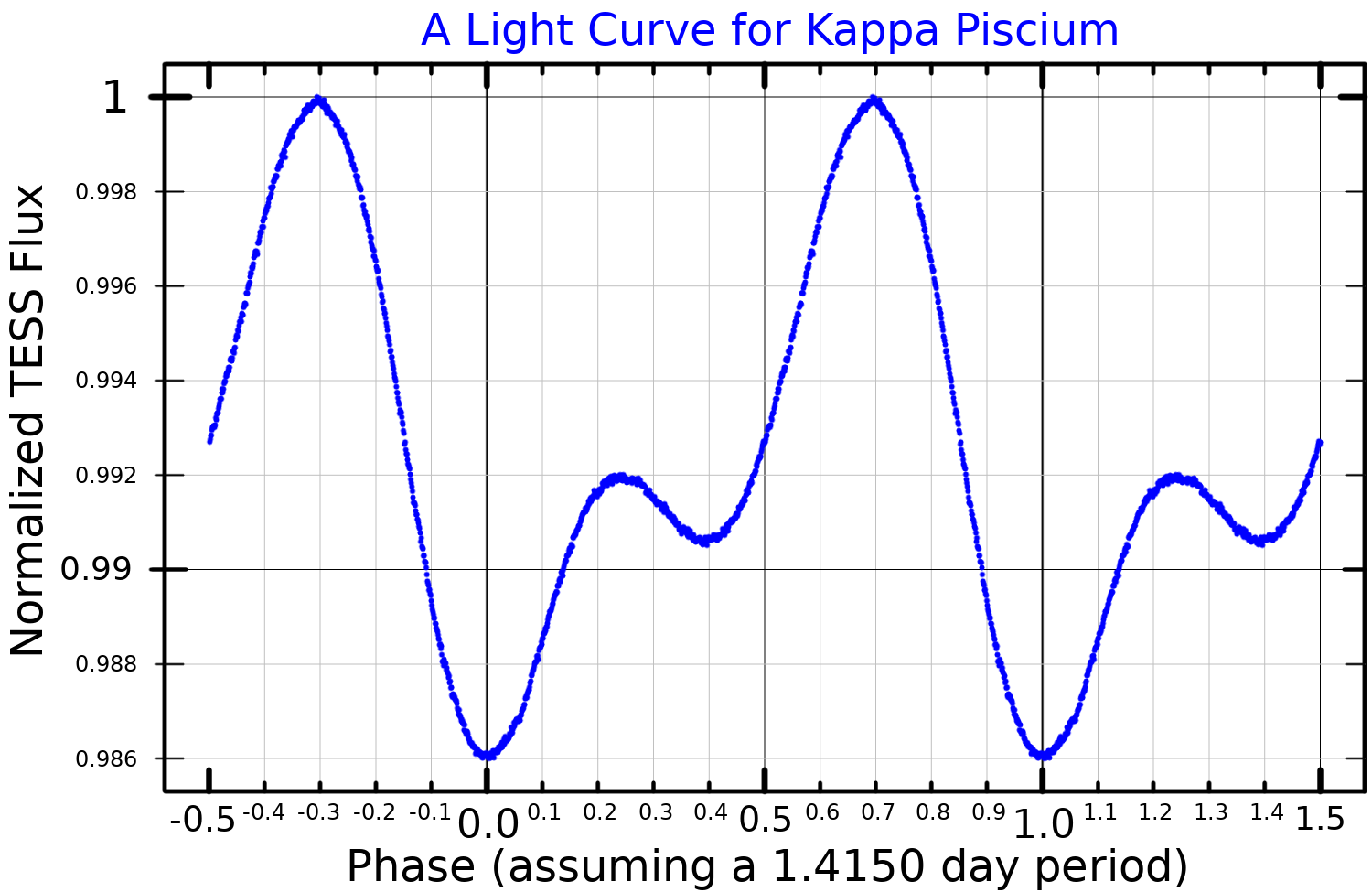
TESSの観測データに基づくうお座κ星の光度曲線。

うお座κ星は、ローウェル天文台の報告により、短い周期で変光していることが示された。周期はおよそ0.58日とされ、その後の観測でも概ねこれと一致する周期が求められ、変光星総合カタログではその周期を採用して0.58525日としている。変光は、恒星の自転に伴うものと考えられ、りょうけん座α2型変光星に分類されている。しかしこの周期は、光度測定の位相網羅性や測定精度に難があり、また、分光観測で吸収線輪郭の時間変化が検出されるが、その変動性は0.58日周期と合わないことから、より綿密な測光観測が行われた。その結果、分光観測の結果とも整合する変光及び自転の周期は、1.410日と求められた。明るさは、4.87等から4.95等の間で変化するとされるが、光度曲線そのものの振幅は、0.02等級以下である。

### 磁場
Ap星は一般に強い磁場を持ち、うお座κ星も磁場を持つ恒星と考えられるが、実際の観測では測定誤差以下の磁束密度しか観測されず、弱磁場星とみなされていた。しかし、適当な磁場の下における星表面の鉄分布の偏りを仮定し、そこから計算した鉄吸収線を、観測された鉄吸収線と照合する実験から、うお座κ星の磁場は、平均磁束密度が2キロガウスと、Ap星として妥当な強さであると考えられるようになった。